# Ilka Grüning
Ilka Grüning, właściwie Ilka Henriette Grunzweig (ur. 4 września 1876 w Wiedniu, zm. 11 listopada 1964 w Los Angeles) – austriacko-amerykańska aktorka teatralna i filmowa pochodzenia żydowskiego.

## Życiorys
Ilka Grüning była jedną z wielu aktorek żydowskich, które zostały zmuszone do ucieczki z Europy, gdy naziści doszli do władzy w 1933 roku. W wieku 17 lat zadebiutowała na scenie w Miss Julie i szybko stała się znaną aktorką sceniczną.

## Wybrane role
- 1919: Peer Gynt - 2. Teil: Peer Gynts Wanderjahre und Tod
- 1919: Peer Gynt
- 1919: Pogrom
- 1919: Die Prostitution, 2. Teil - Die sich verkaufen
- 1919: Rose Bernd
- 1919: Todesurteil
- 1920: Monika Vogelsang
- 1920: Maria Magdalene
- 1920: Können Gedanken töten?
- 1920: Die Bestie im Menschen
- 1921: Der Sklave seiner Leidenschaft
- 1941: Dangerously They Live
- 1942: Casablanca
- 1943: Curie-Sklodowska
- 1944: An American Romance
- 1944: Adres nieznany
- 1946: Murder in the Music Hall Kobra
- 1947: Repeat Performance
- 1948: Słowa i muzyka
- 1950: Captain China
- 1951: Passage West
- 1953: Die Venus vom Tivoli